# 長鼻蜥龍屬
長鼻蜥龍屬（學名：Ectenosaurus）又譯伸展龍，是滄龍科扁掌龍亞科的一屬，生存於白堊紀晚期的紐西蘭。

## 外部連結
- Oceans of Kansas （页面存档备份，存于）